# Brachylomia fulvipicte
Brachylomia fulvipicte là một loài bướm đêm trong họ Noctuidae.